# NORD-1
El NORD-1 fue el primer minicomputador de Norsk Data. Fue el primer ordenador disponible comercialmente de fabricación Noruega.

## Características
Era un sistema de 16 bits, desarrollado en 1967. La primera NORD-1 se utilizó en un sistema de a bordo de un buque de carga, el Taimyr M / S.  este sistema controlaba diversos elementos como el puente de mando, la administración de energía, monitoreo de condiciones de carga y el primer radar anticolisión controlado por computador. Esta máquina demostró ser muy fiable con un periodo entre fallos mayor a un año.
Fue probablemente la primera minicomputadora capaz de realizar operaciones en coma flotante de serie, sin accesorios, y tuvo un gran número de registros para su época. También ofreció direccionamiento indirecto, y un sistemas de interrupciones automático.
También fue la primera minicomputadora en ofrecer memoria virtual, como una opción disponible en 1969.
Fue sucedido por el NORD-10.

## Otras máquinas
Se han conservado un número relativamente alto de máquinas. Se cree que se pudieron fabricar unas 60{{esd}}máquinas, y 10 de estas máquinas se han conservado.